# 2MASS J01443536-0716142
2MASS J01443536-0716142 ist ein Brauner Zwerg im Sternbild Walfisch. Er wurde 2003 von James Liebert et al. entdeckt. Er gehört der Spektralklasse L5 an Seine Position verschiebt sich aufgrund seiner Eigenbewegung jährlich um 0,49 Bogensekunden. 